# Sala terrena

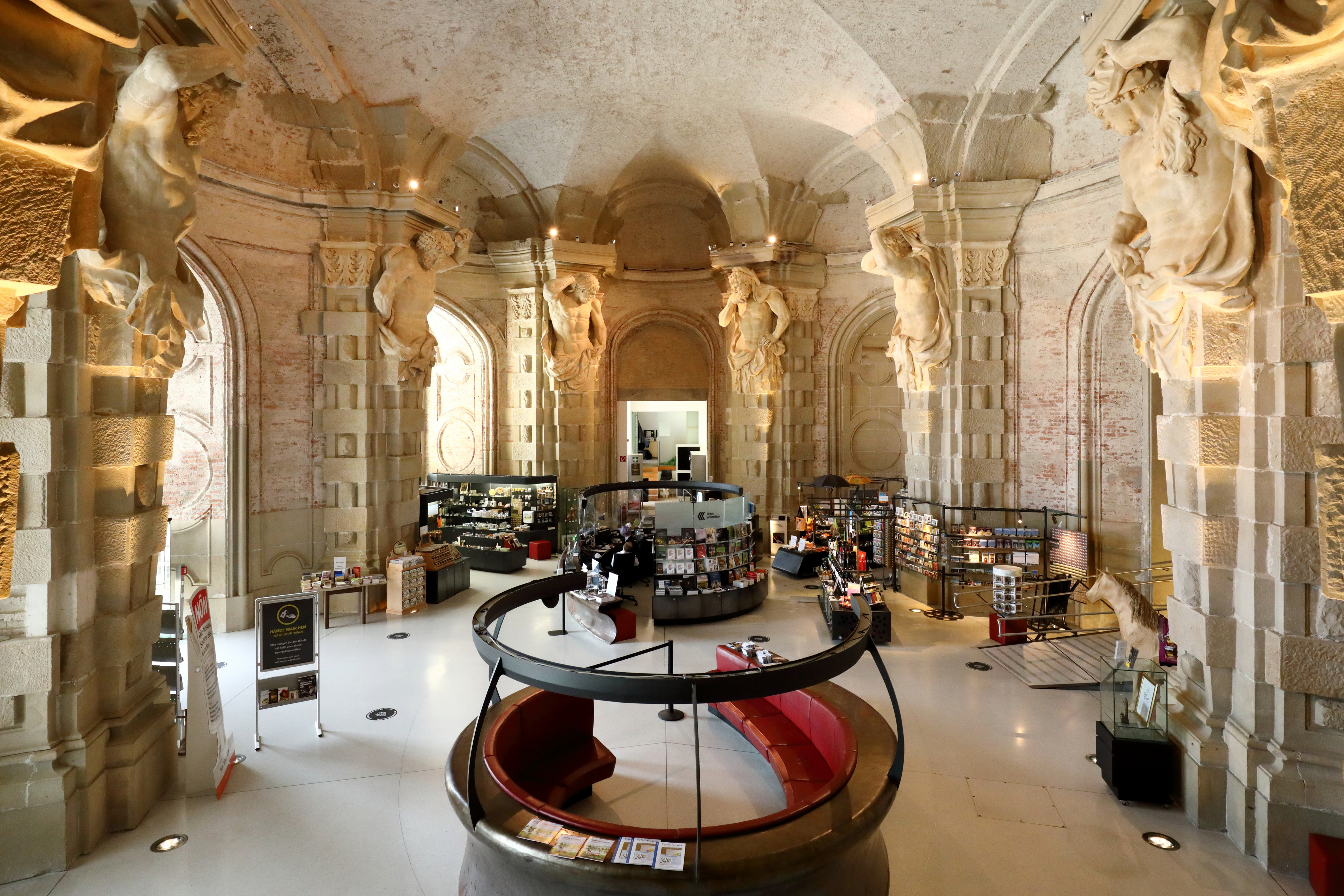
Die Sala terrena des Kaisertraktes im Stift Klosterneuburg

Die Sala terrena (it. sala terrena = ebenerdiger Saal), auch Sala Terrana oder Gartensaal genannt, ist ein im Erdgeschoss liegender Saal, meist in der Hauptachse eines Schlosses oder Palais’, und auf der Gartenseite. Eine Sala terrena schafft einen fließenden Übergang zum Garten, gelegentlich auch eine Verbindung mit dem Vestibül oder dem Treppenhaus (z. B. Oberes Belvedere, Wien). Aufgrund der ebenerdigen Lage sind solche Räume eher kühl und mehr für den Aufenthalt im Sommer geeignet.
Die Sala terrena ist typisch für den Schlossbau des 17. und 18. Jahrhunderts. Konkrete Vorgaben für die Dekoration existieren nicht, aber manchmal wurde der Saal mit einer Dekoration aus Muscheln und kleinen Steinchen als Grottensaal angelegt und mit Springbrunnen geschmückt, wie in Schloss Pommersfelden, in Schloss Kremsier oder in Schloss Greinburg an der Donau. Häufig besteht die Dekoration jedoch nur aus Stuck und/oder Marmor, wie in der Würzburger Residenz oder Schloss Belvedere in Wien. Auch Bemalung mit Grotesken oder Freskenschmuck kommen vor, wie in den sale terrene von Stift Altenburg oder Schloss Jaroměřice in Südmähren.

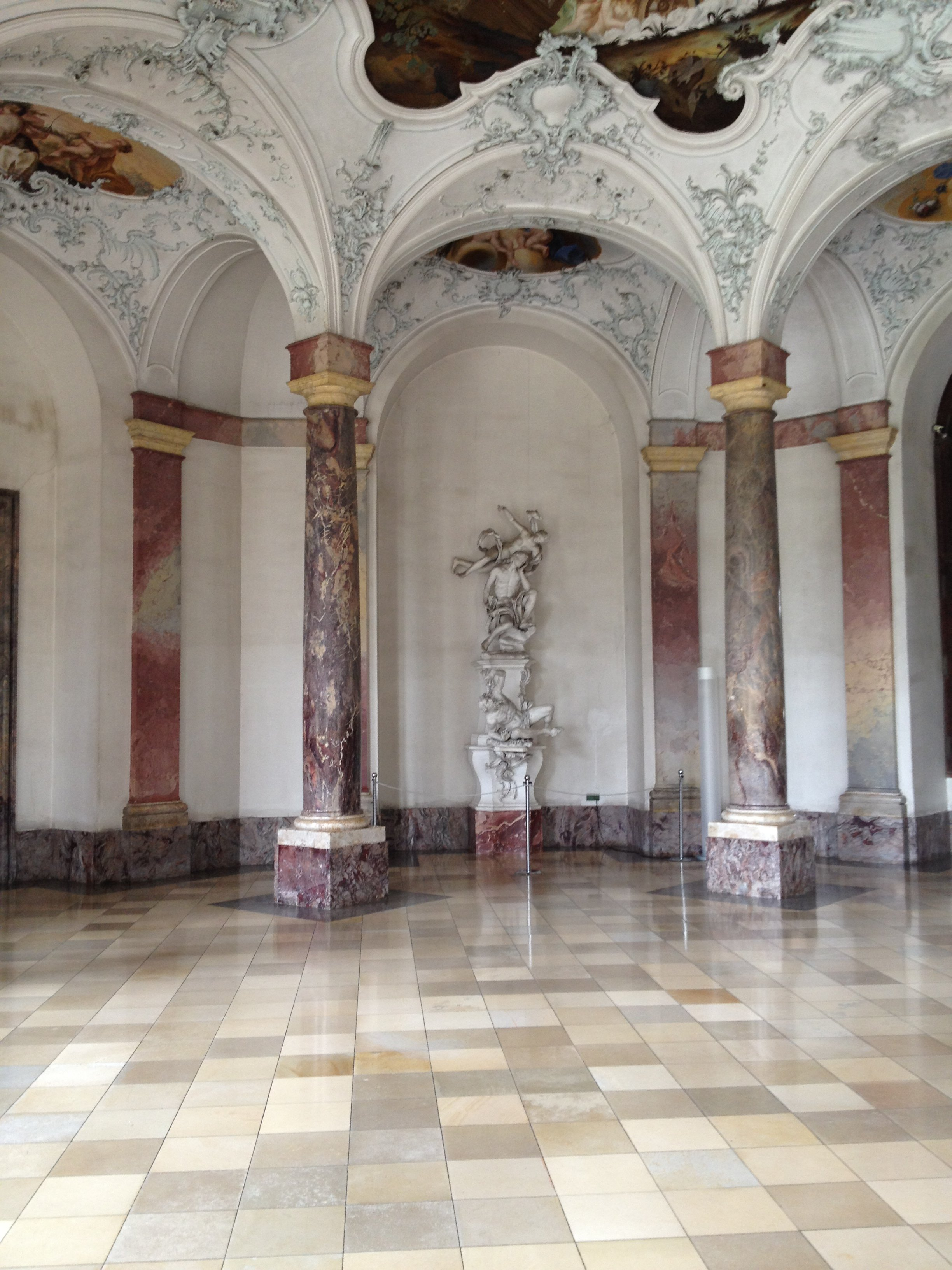
Sala terrena der Würzburger Residenz
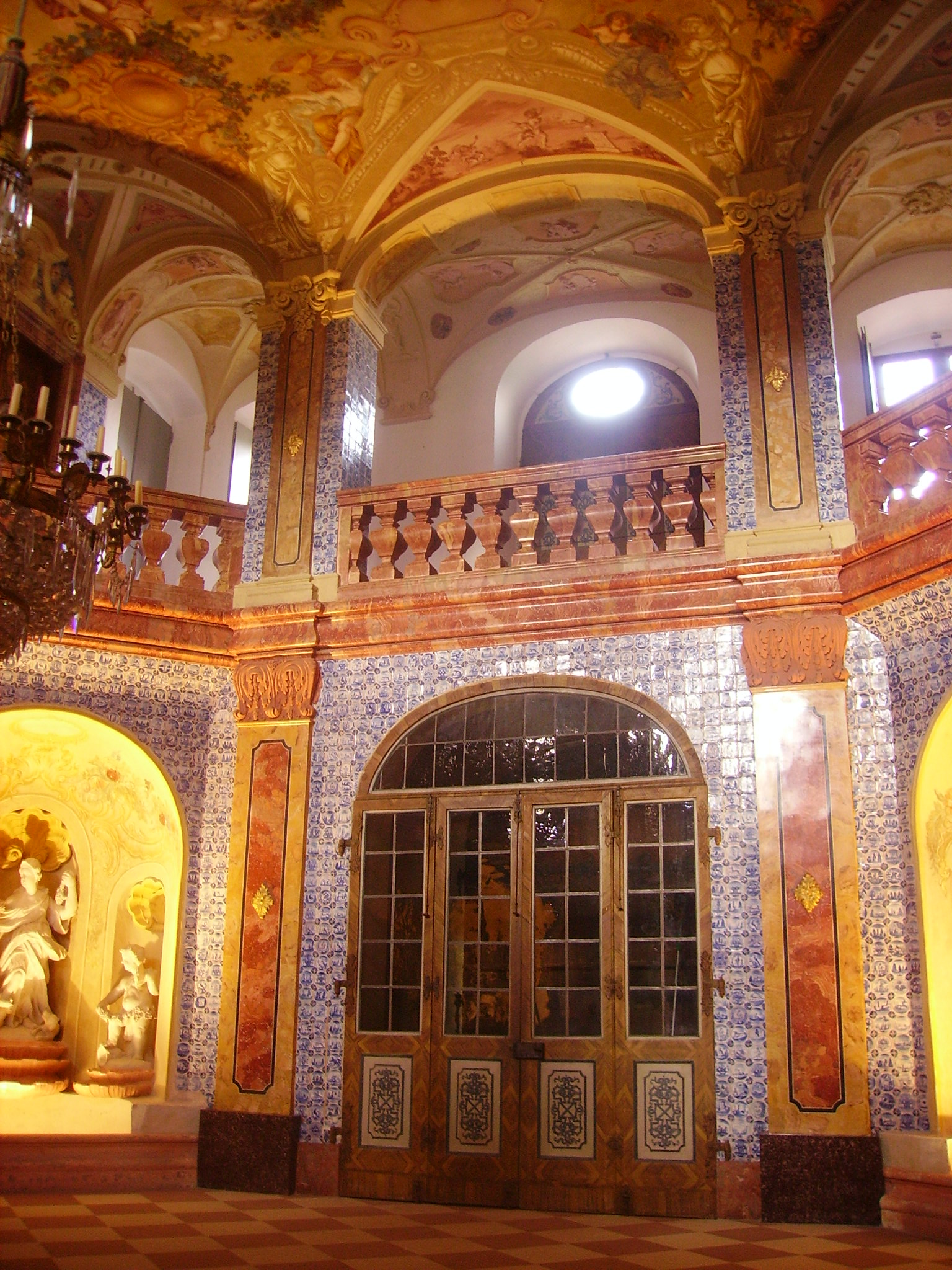
Zweistöckige Sala terrena mit Dekor aus Delfter Kacheln und Brunnen in Schloss Favorite bei Rastatt
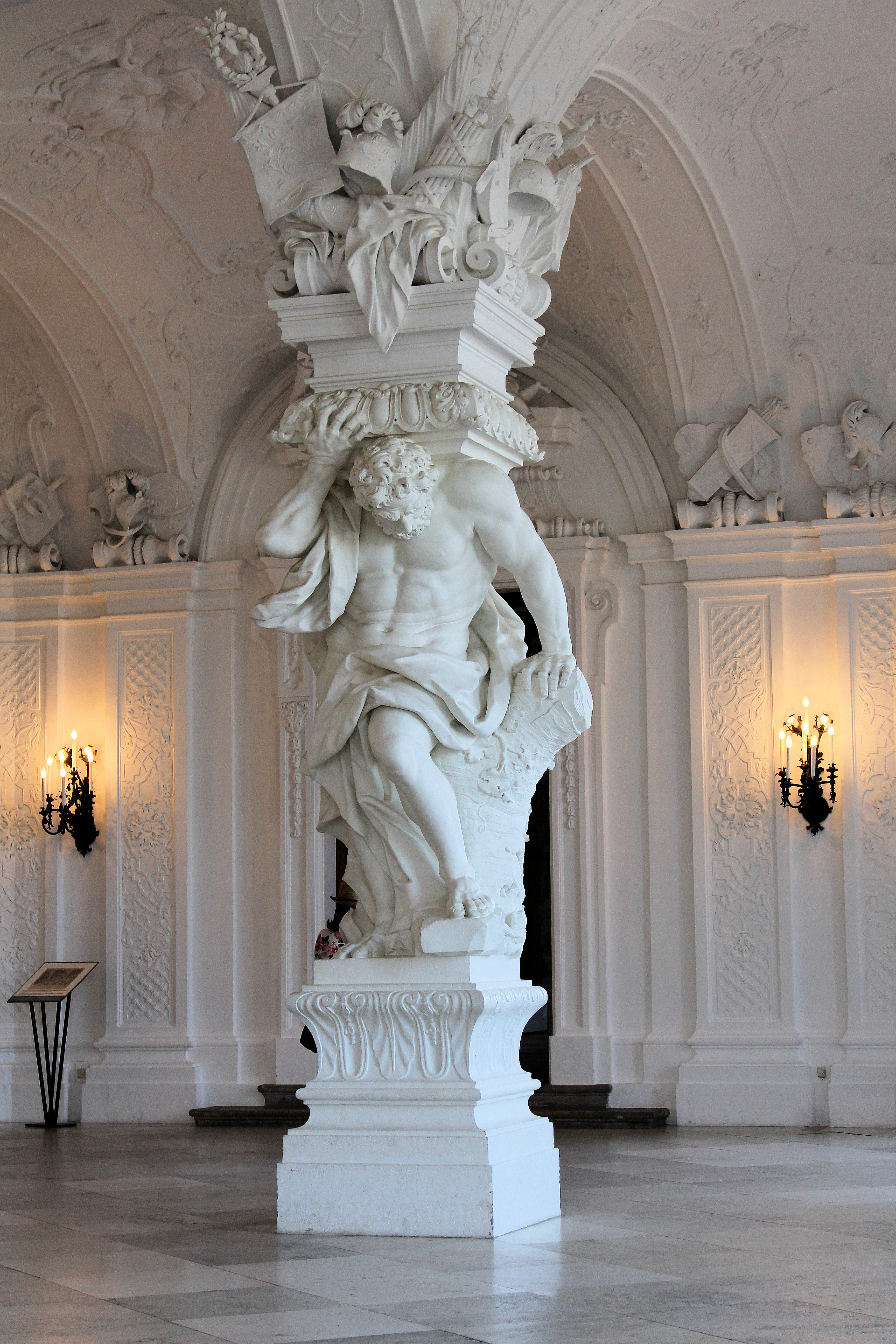
Atlant in der Sala terrena des Oberen Belvedere, Wien
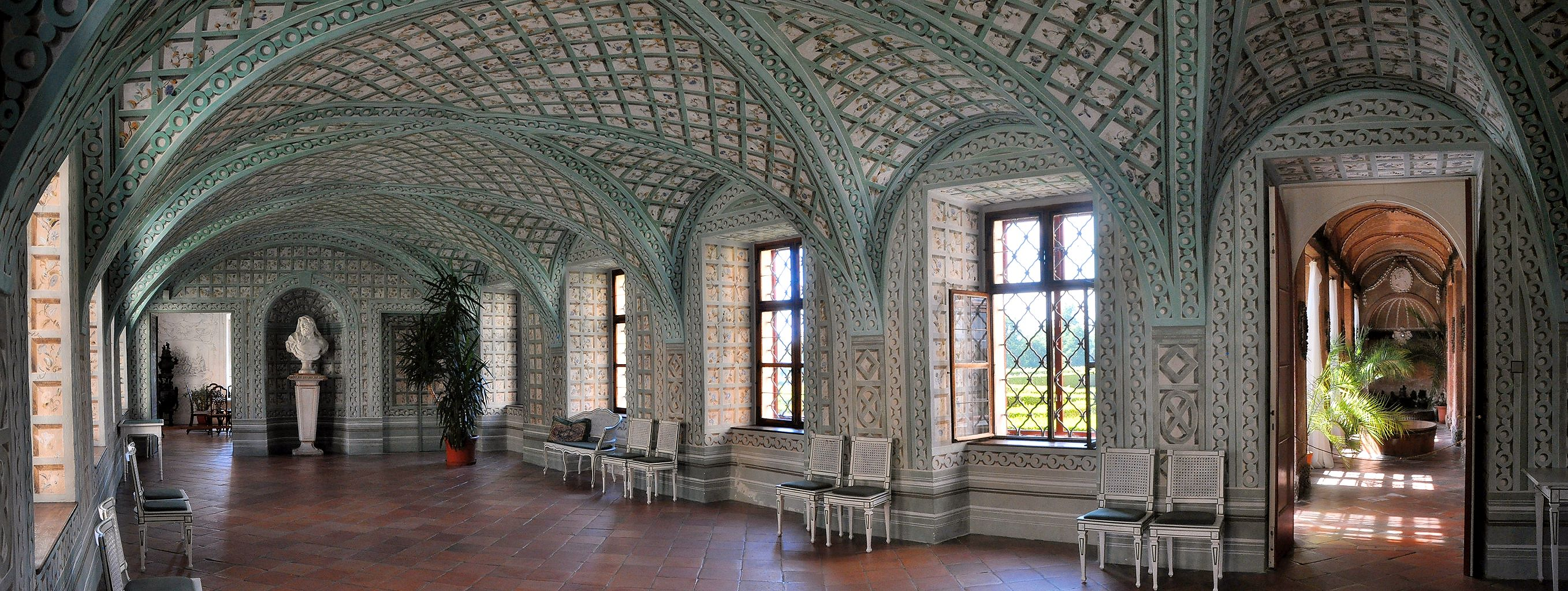
Sala terrena mit gemaltem Spalier in Schloss Jaroměřice nad Rokytnou, Südmähren